# Kutoporong
Kutoporong is een bestuurslaag in het regentschap Mojokerto van de provincie Oost-Java, Indonesië. Kutoporong telt 2046 inwoners (volkstelling 2010).